# Grammotaulius lorettae
Grammotaulius lorettae là một loài Trichoptera trong họ Limnephilidae. Chúng phân bố ở miền Tân bắc.